# Вулиця Петра Вершигори (Київ)
Ву́лиця Петра́ Верши́гори — вулиця у Дніпровському районі міста Києва, житловий масив Райдужний. Пролягає від перетину вулиць Райдужної та Миколи Кибальчича до дороги вздовж трамвайних колій, що веде до Подільського мостового переходу. Сполучається з проспектом Романа Шухевича.

## Історія
Вулиця виникла наприкінці 1970-х — на початку 1980-х років XX століття під назвою Нова під час розбудови житлового масиву Райдужний-3. У 1982 році вулиця отримала свою сучасну назву на честь генерал-майора НКВС Петра Вершигори.
1 грудня 2024 року вулиця Петра Вершигори стала транзитною частиною нового шляху, що з'єднує Райдужний масив з Подолом. Ця зміна стала можливою завдяки завершенню будівництва з'їзду з Подільського мостового переходу в напрямку Вигурівщини-Троєщини.
Цей новий відрізок шляху включає в себе тунель під залізницею та дорогу вздовж трамвайних колій, що веде до вулиці Петра Вершигори, а далі — до проспекту Романа Шухевича.

## Забудова
Забудова цієї вулиці стартувала у 1982 році. Її особливість полягає в тому, що забудована лише непарна сторона, тоді як з іншого боку розкинувся парк з дитячими майданчиками та автостоянка. Сама вулиця півкільцем огинає житловий масив Райдужний-3.